# Аипов, Махмут Ильячевич
Махму́т Илья́чевич Аи́пов (12 июля 1920, Кирюшкино, Саратовская губерния — 22 апреля 1945, Берлин) — красноармеец 8-й роты 990-го стрелкового полка (230-я стрелковая дивизия, 9-й стрелковый корпус, 5-я ударная армия, 1-й Белорусский фронт). В апреле 1945 года во время войны участвовал в штурме опорного пункта противника, был неоднократно ранен, но, несмотря на это, лично уничтожил 26 солдат противника. Умер от полученных ран, в том же году посмертно удостоен звания Герой Советского Союза.

## Биография

### Ранние годы
Махмут Ильячевич Аипов родился 12 июля 1920 года в селе Кирюшкино Средне-Терешанской волости Хвалынского уезда Саратовской губернии в татарской крестьянской семье. Детство провёл в селе Костычи (ныне — пригород города Октябрьск, Самарская область). Там же получил начальное образование. По окончании школы стал работать слесарем, а позже — специалистом-железнодорожником в вагонном депо на станции Батраки Куйбышевской железной дороги.
В апреле 1942 года добровольцем через Пролетарский райвоенкомат города Куйбышева ушёл в Рабоче-крестьянскую Красную армию. С мая того же года находился на фронтах Великой Отечественной войны. Участвовал в боях на Сталинградском, Южном, 3-м Украинском и 1-м Белорусском фронтах. За время войны был трижды ранен. В 1944 году вступил в ВКП(б).
Весной 1944 года был отправлен служить в 8-ю стрелковую роту 990-го стрелкового полка (230-я стрелковая дивизия, 9-й стрелковый корпус, 5-я ударная армия, 1-й Белорусский фронт). Принял участие в Варшавско-Познанской, Висло-Одерской и Берлинской наступательных операциях.
17 апреля 1944 года во время боёв на подступах к Севастополю красноармеец Аипов вёл разведку расположения вражеских огневых средств. В бою с немецкими частями он убил двух солдат противника и сам был ранен. Несмотря на ранение, вернулся в часть и доставил командованию ценные сведения. 5 октября 1944 года за свой подвиг был награждён медалью «За отвагу».

### Подвиг
22 апреля 1945 года, во время боёв за пригород Берлина Каульсдорф, красноармеец Аипов заменил раненого наводчика пулемёта, выдвинувшись вперед к опорному пункту противника, созданному в одном из зданий. Ворвавшись в подвал здании, очередью из пулемёта он уничтожил несколько солдат противника, но сам был ранен. Видя, что враги перешли к рукопашной схватке, он выхватил гранату и бросил её в гущу противника, но осколками снова был ранен. Второй гранатой он уничтожил остальных противников. В тот же день он умер от полученных ран. На месте боя лежали 26 немецких солдат и офицеров. Похоронен в братской могиле на советском воинском кладбище в городе Мендзыжеч (Польша).
За свой подвиг красноармеец Махумут Ильячевич Аипов 31 мая 1945 года был посмертно награждён званием Герой Советского Союза с вручением медали «Золотая Звезда» и ордена Ленина.

## Награды
- Герой Советского Союза (31 мая 1945)[4]:
  - Медаль «Золотая Звезда»
  - Орден Ленина
- Медали СССР:
  - Медаль «За отвагу» (5 октября 1944)[5]

## Память
На здании вагонного депо была установлена мемориальная доска. Имя героя носят средняя школа № 11 и одна из улица в городе Октябрьск в Самарской области. В Самаре на площади Славы его имя увековечено на памятном знаке «Куйбышевцы — Герои Советского Союза».
В посёлке Старая Кулатка в Ульяновской области его имя был высечено на памятнике Героям Советского Союза.